# Stung Treng
Stung Treng è il capoluogo dell'omonima provincia di Stung Treng.
La città è situata su una riva sabbiosa che si affaccia dove il fiume Se Kong si affluisce nel Mekong; si trova a circa 300 km da Phnom Penh e 40 km dal confine col Laos. Ha circa 25.000 abitanti, ovvero circa il 30% della popolazione della provincia. La popolazione è costituita da un incrocio tra Khmer e Lao.
La città ha un aeroporto, ma non ci sono attualmente voli commerciali regolari.